# Магнітне перез'єднання

Магнітне перез'єднання

Магнітне перез'єднання (англ. Magnetic reconnection) — процес, де лінії магнітного поля з різних магнітних доменів сходяться разом та швидко перебудовуються. При такому магнітному перезамиканні силових ліній енергія магнітного поля нагріває найближчі області атмосфери Сонця та розганяє заряджені частинки до високої швидкості.

## Історія

### Теорія
Теорія магнітного перез'єднання свідчить, що розігрів плазми за рахунок вивільнення енергії відбувається там, де магнітні силові лінії різних магнітних доменів перезамикаються один на одному.

### Підтвердження
У 2013 році вченими астрофізиками з Австрії, США та Китаю було одержано наочне підтвердження теорії магнітного перез'єднання. За допомогою Solar Dynamics Observatory було виявлено, що у формуванні сонячного спалаху важливу роль відіграє зміна конфігурації магнітного поля. Спостереженнями в рентгенівських променях було виявлено рух плазми, розігрітої до позначки понад десять мільйонів градусів. Відокремивши ці потоки від усього іншого, було виявлено плазмові потоки двох типів з різною температурою, що перезамикаються один на одному.